# Nueva Osetia
Nueva Osetia (en osetio: Новая Осетия; en georgiano: ახალი ოსეთი) fue partido político anticorrupción de Osetia del Sur, un territorio con reconocimiento limitado que forma parte de iure de Georgia, fundado en 2012 y disuelto en 2018. 

## Historia
El partido fue fundado por David Sanakóyev tras su derrota en las elecciones presidenciales de Osetia del Sur de 2012 frente a Leonid Tibílov, quien lo nombraría su ministro de Asuntos Exteriores el 30 de mayo de 2012. El objetivo del partido era continuar el mensaje político de Sanakóyev en las elecciones parlamentarias de Osetia del Sur de 2014. A pesar de que el partido ganó el 6,27% de los votos en las elecciones de 2014, no obtuvo ningún escaño.
En 2014, Osetia del Sur y Rusia estaban en proceso de redactar un tratado de cooperación, que en los borradores originales incluían la anexión de Osetia del Sur por parte de Rusia. Nueva Osetia y Sanakóyev filtraron el borrador original a los medios de comunicación georgianos y se manifestaron en contra de la anexión rusa, pero aclararon que las versiones más recientes del tratado no incluían la disposición. Sanakóyev sería destituido de su cargo tras una moción de censura el 13 de marzo de 2015 oficialmente por no asistir a dos sesiones parlamentarias y sería destituido de su cargo el 22 de abril de 2015, poniendo fin a la representación del partido en el gobierno. Extraoficialmente fue una represalia por filtrar el borrador del tratado a los medios de comunicación georgianos. Después de este incidente, el partido fue etiquetado como "nacionalista" y "pro-georgiano" por Valery Kaziyev, entonces jefe del Partido Comunista de Osetia del Sur. En respuesta a estas acusaciones, Sanakoyev demandó a Kaziyev por difamación.
Se le prohibió al partido participar en las elecciones parlamentarias de Osetia del Sur de 2019 en junio de 2018 debido a un aumento de los obstáculos burocráticos para que los partidos se vuelvan a registrar para cada elección. Debido a esto, el partido se fusionó con Nijas, que en gran medida compartía la misma plataforma, y poco después se le unió la Unión Alana.

## Ideología
Los objetivos del partido era prohibir a los burócratas participar en actividades comerciales, hacer que los ministros rindan cuentas al parlamento, mejorar los sistemas de gobierno local, elecciones directas para administradores de distrito y fortalecer la economía mediante la creación de una base industrial.

## Resultados electorales
| Elección | Votos | %    | Representantes | +/–   | Posición | Candidato       |
| -------- | ----- | ---- | -------------- | ----- | -------- | --------------- |
| 2014     | 1.267 | 6,27 | 0/35           | Nuevo | 5.º      | David Sanakóyev |